# エンジェル保育園
エンジェル保育園（えんじぇるほいくえん）は、石川県野々市市にある幼保連携型認定こども園である。設置主体は社会福祉法人 紫志の会。理事長は、ヨシオ工業株式会社の社長でもある徳野新太郎。

## 開園状況
| 開園日            | 月曜日から土曜日まで。 （1号認定の子どもについては月曜日から金曜日まで。） - 平日： 7:00～19:00 - 土曜： 7：00〜18:00 |
| 休園日 (※1号認定) | 日曜日、国民の休日、12月29日～1月3日。 ただし、保育を必要としない園児については、下記の日が休園日となる。 - 夏季休園日（8月15日の前後1週間ほど。） - 冬季休園日（12月26日～1月4日） - 春季休園日（卒園式の翌日から入園式の前々日まで。） - 土曜日 |

出典

## 保育時間
| 1号認定    | 保育時間： 8:30〜16:00                                                             |
| 2・3号認定 | 保育時間： 7:00〜18:00（短縮時間 8:30〜16:30） 延長保育：18:00〜19:00（200円／日） |

出典

## 健康診断
- 内科検診　年2回
- 歯科検診　年2回
- 視力検査　年2回

出典

## 職員体制
- 園長
- 主幹保育教諭
- 指導保育教諭
- 保育教諭
- 看護師
- 嘱託医
- 事務員
- 薬剤師
- 栄養士
- 調理師

出典

## 理事長　徳野新太郎
1984年4月石川県石川郡野々市町（現：野々市市）生まれ。2008年3月慶應義塾大学総合政策学部（SFC）卒業。太陽ASG監査法人（現：太陽有限責任監査法人）、監査法人アヴァンティアを経て、2018年4月家業であるヨシオ工業株式会社に入社。2021年12月理事長に就任。2024年能登半島地震発生直後、金沢近郊の二次避難者向け支援団体チームスクエアを結成。14,000食以上の食事の提供を行う。
以下、現職。（2023年12月現在）
- 社会福祉法人 紫志の会（幼保連携型認定こども園 エンジェル保育園）　理事長
- ヨシオ工業株式会社　代表取締役社長
- 株式会社パープルテクノス　代表取締役社長
- ヨシオエンジニアリング株式会社　代表取締役社長
- イシカワズカン株式会社　代表取締役社長
- 株式会社絶対そうしよ（コワーキングスクエア金沢香林坊）　代表取締役社長
- 三谷産業株式会社　アンバサダー
- 株式会社日本エージェンシー　社外取締役
- 北陸朝日放送株式会社　放送番組審議会委員
- 能登半島地震 二次避難者支援団体 チームスクエア　代表